# Filimanus hexanema
Filimanus hexanema är en fiskart som först beskrevs av Cuvier 1829.  Filimanus hexanema ingår i släktet Filimanus och familjen Polynemidae. Inga underarter finns listade i Catalogue of Life.